# Грозненский округ (Терская область)
Грозненский округ — административно-территориальная единица Терской области Российской империи, существовавшая в 1871—1921 годах. 
Административный центр — город Грозный.

## География
Округ граничил на северо-востоке и на юге с Кизлярским, на северо-западе с Моздокским, на юге с Грузией, на юго-востоке с Дагестаном, на востоке с Веденским, на западе с Назрановским и Сунженским округами.

## История
Широкомасштабные реформы российского императора Александра II стали для Кавказа и, в частности, для территории Грозненского округа, временем интенсивной привязки окраины империи к её центру, уже не только в политическом, но и в политико-административном смысле. Процесс структуризации управления окраин по общеимперскому образцу коснулся практически всех жизненно важных сфер. Наместник кавказский, великий князь Михаил Николаевич, проследив успешный опыт гласного судопроизводства в российских губерниях, ходатайствовал перед императором о введении судебных уставов 1864 года и в Кавказском наместничестве; соизволение было получено 22 ноября (4 декабря) 1866 года. Судебная реформа, в свою очередь, повлекла соответствующие преобразования административных учреждений, которые освобождались от обязанностей судебных и следственных органов. Потребовался пересмотр прежних установлений, заработал механизм подготовки и утверждения новых директив, изменяющих административно-территориальное устройство края.
30 декабря 1869 года (11 января 1870 года) «предложения» наместника кавказского Михаила Николаевича, направленные на административно-территориальное реформирование Северного Кавказа, были утверждены императором. На их основе был подготовлен ряд законодательных и других постановлений — два именных указа данных императором Сенату, один свод «высочайше утверждённых правил» и одно «мнение Государственного совета, высочайше утверждённое». «Распубликованы» постановления в Сенате 3 (15) февраля 1870 года, члены которого заслушали постановления в рапорте военного министра Д. А. Милютина от 17 (29) января 1870 года. Приведение в действие постановлений было определено императором на 1 января (14 января) 1871 года.
Новые преобразования коснулись Кубанской и Терской областей, последняя включала, с небольшими изменениями, прежние территории (городки и селения государственных и временнообязанных крестьян, солдатские слободки, колонии и горские округа), а также земли Терского казачьего войска, и получила новое административное деление — на семь округов (соответствуют уездам), один из которых назвали «Грозненским»; областным городом назначался Владикавказ. Определение и изменение границ округов оставляли на усмотрение наместника кавказского Михаила Николаевича, сообщавшего об этом императору через Кавказский комитет. Для Грозненского округа управление назначали в крепость Грозную, ей присваивался статус города, а также права и льготы на 15-ть лет, «коими пользуются города Новороссiйскъ и Анапа».
21 марта (2 апреля) 1888 года, другим российским императором — Александром III — дан именной указ Сенату «Объ Учрежденiи управленiя Кубанской и Терской областей и Черноморскаго округа». Государственным советом (в составе Департамента законов и Департамента государственной экономии) в Общем собрании рассмотрено представление военного министра П. С. Ванновского о преобразовании этих областей. Отдельным законодательным актом («мнением Государственного совета, высочайше утверждённым»), тем же 21 марта различные административно-территориальное преобразования были «учреждены». В Терской области выделили 3 отдела и 4 округа — одним из которых был Грозненский (при этом Веденский и Аргунский округа были упразднены и включены в состав Грозненского).
Упразднён в 1921 году, когда его территория вошла в состав Горской АССР.

## Начальники
В соответствии со специальной инструкцией об основных принципах и порядке управления горскими народами, утверждённой А. И. Барятинским, лицо, замещавшее должность начальника округа в Терской области, в том числе начальника Грозненского округа, наделялось широкими полномочиями в осуществлении военного, административного и полицейского управления. С помощью подчинённого ему аппарата он осуществлял общее руководство экономической, торговой и культурной жизнью вверенной ему территории. В аппарат начальника входили должности старшего помощника, который в случае отсутствия начальника округа замещал его, и младшего помощника, заведовавшего, как правило, канцелярией управления и одновременно исполняющего должность председателя окружного суда. Все помощники назначались из числа офицеров Кавказской армии или же казачьих войск. Также, управлении числились два делопроизводителя, два врача — медицинский и ветеринарный, один или два переводчика.

### Список начальников Грозненского округа
- И. В. Полозов (20.07.1883 — 31.05.1888)[18]
- К. С. Чекунов (1888 — ?)[19]
- Н. И. Степанов (27.05.1893 — ?)[20]
- И. Д. Попов (1905 — ?)[17]
- И. М. Стрижёв (07.05.1909 — 19.06.1914)[21]
- И. Д. Джапаридзе (1914 — 1916)

## Население
По переписи 1897 года население округа составляло 226 035 человек
По национальному составу:
| № | Национальность | Численность, чел. | Доля   |
| - | -------------- | ----------------- | ------ |
| 1 | чеченцы        | 202 273           | 89,5 % |
| 2 | великороссы    | 12 945            | 5,7 %  |
| 3 | другие         | 10 817            | 4,8 %  |

## Административное деление
В 1913 году в состав округа входило 67 сельских правлений:
| - Али-Юртское — с. Али-Юрт, - Алхан-Юртское — с. Алхан-Юрт, - Аудыкское — с. Ауды, - Ачхойское — с. Ачхой, - Баулоевское — с. Баулой, - Бенгароевское — с. Бенгарой, - Бено-Юрт — с. Бено-Юрт, - Бердыкаль — с. Бердыкаль, - Бечикское — с. Бечик, - Больше-Варандинское — с. Большие Варанды, - Борзоевское — с. Борзой, - Брагуны — с. Брагуны, - Бугуроевское — с. Бугурой, - Верхне-Наурсковское — с. Верхнее Наурское, - Видучинское — с. Видучи, - Воздвиженская — сл. Воздвиженская, - Гатын-Калинское — с. Гатын-Кала, | - Гехи — с. Гехи, - Гойты — с. Гойты, - Голанчежское — с. Ахбосой, - Гурут-Кортинское — с. Гурут-Корт, - Гухоевское — с. Гухой, - Гучум-Калинское — с. Гучум-Кале, - Даевское — с. Дай, - Дачу-Борзоевское — с. Дачу-Борзой, - Итум-Калинское — с. Итум-Кали, - Кень-Юрт — с. Кень-Юрт, - Кийское — с. Верхний Кий, - Куллары — с. Куллары, - Мало-Варондинское — с. Малые Варонды, - Мерджой-Берем — с. Мерджой-Берем, - Мирожоевское — с. Мирожой, - Мужиарское — с. Мужиара, - Мундар-Юрт — с. Знаменское, | - Нижне-Наурское — Нижне-Наурское, - Никароевское — с. Никарой, - Нихалоевское — с. Нихалой, - Ново-Алдинское — с. Ново-Алдинское, - Ново-Атагинское — с. Новые Атаги, - Новый-Юрт — с. Новый-Юрт, - Пероевское — с. Перой, - Сайроевское — с. Сайрой, - Сандухоевское — с. Сандухой, - Саттынское — с. Сатты, - Соноевское — с. Соной, - Старо-Сунженское — с. Старо-Сунженское, - Старые Атаги — с. Старые Атаги, - Старый-Юрт — с. Старый-Юрт, - Тазбичунское — с. Тазбичу, - Трускароевское — с. Трускарой, - Урус-Мартан — с. Урус-Мартан, | - Ушкалоевское — с. Ушкалой, - Хадис-Юрт — с. Хадис-Юрт, - Хайбахское — с. Хайбах, - Хакмадоевское — с. Хакмадой, - Хали-Калинское — с. Хали-Кале, - Хангихоевское — с. Хангихой, - Хожи-Калинское — с. Хожи-Кале, - Химоевское — с. Химой, - Хулундоевское — с. Хулундой, - Цогуноевское — с. Цогуной, - Шалажи — с. Шалажи, - Шама-Юрт — с. Шама-Юрт, - Шароевское — с. Шарой, - Шатой — с. Шатой, - Шикароевское — с. Шикарой, - Ялхароевское — с. Нижний Ялхарой. |